# Puerto Deseado
Puerto Deseado (coloquialmente también Deseado a secas) es una ciudad y puerto pesquero en la Patagonia, en la provincia de Santa Cruz, Argentina, sobre la orilla norte de la ría Deseado. La ciudad se encuentra a 221 km de Caleta Olivia.

## Toponimia
El pueblo, junto con la estación, recuerda al navío corsario inglés Desire de Thomas Cavendish, del año 1586.Por otro lado, se empezó a ser énfasis en la segunda sección del nombre. Hoy en día el nombre Puerto Deseado es presentado, a veces, totalmente abreviado a Deseado. Por consiguiente, el acortamiento del nombre se terminó imponiendo al departamento Deseado, al que nuevo ferrocarril Deseado (reactivación fraudulenta del ferrocarril) y se volvió un apodo de la localidad. El fenómeno de abreviación de nombres compuestos es recurrente en otras localidades cercanas que truncan de modo coloquial sus nombres compuestos en favor de uno de ellos como Caleta (Olivia) o Madryn (Puerto).

## Historia

Puerto Deseado según el navegante neerlandés Olivier van Noort, grabado de 1599.

Durante la primera vuelta al mundo, protagonizada por el imperio Español, en marzo de 1520 la expedición Magallanes-Elcano entra en la ría a raíz de un fuerte temporal de viento, llama al lugar "Bahía de los Trabajos Forzosos", por los muchos que le dieron los malos tiempos que tuvo que soportar. 
Dentro de las pretensiones de Inglaterra sobre los territorios españoles del virreinato de Perú, el 17 de diciembre de 1586, el corsario inglés Thomas Cavendish entró al estuario con sus barcos entre ellos el Desire. Llamó al puerto Port Desire. La punta de la orilla, en la boca de la ría se conoce como Punta Cavendish. Encontraron la resistencia de los indígenas, resultando heridos de flecha varios tripulantes. A los diez días abandonaron el lugar y regresaron a  Inglaterra en 1588. En 1591 Cavendish armó otra expedición con cinco buques entre los que se encontraban el Leicester Galleon y el Desire, capitaneada por John Davis. Tras saquear Santos en el Estado de Brasil, las condiciones invernales del estrecho de Magallanes dispersaron la flota. El 20 de mayo de 1592 la Desire y la Black Pinnace llegaron a Port Desire. La expedición, diezmada en efectivos, regresó a Inglaterra siendo sorprendidos por una tormenta en isla Pingüinos y pasando por las islas Malvinas.[cita requerida]

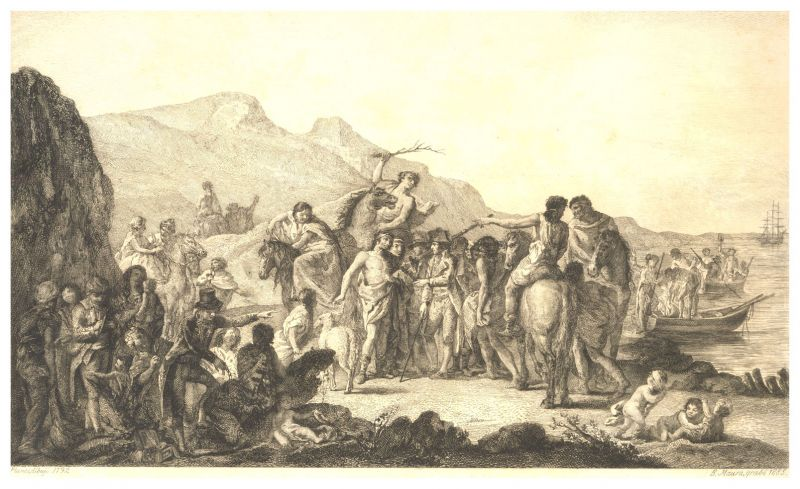
La Expedición Científica Malaspina recibida por los Mapuche Tehuelche en Deseado (1789). Museos de Tenerife

Los intentos anexionistas de Inglaterra no cesaron, y en 1670 la fallida expedición a Chile comandada por John Narborough arribó a Port Desire, reclamando el territorio para el Reino de Inglaterra. Ante el intento de John Byron de establecerse en 1765 en las islas Malvinas, en 1770 el recientemente establecido virreinato del Río de La Plata mandó una flota para expulsarlo. La corbeta inglesa Swift retornó a Port Desire, pero se hundió al golpear en una roca. 
En 1789 a Puerto Deseado llegaron las dos naves de la expedición científica Malaspina, la Atrevida y la Descubierta. El 20 de abril de 1780, la expedición del andaluz Antonio de Viedma y Verdejo que habría de fundar la Nueva Población y Fuerte de Floridablanca, estableció un asentamiento en orilla sur de la ría. Este duró siete meses, llegó a contar con más de ciento veinte habitantes incluidos los marinos y llegó a contar con hospital para los enfermos de escorbuto, herrería, horno de panadería, casas y el fuerte de madera. Un nuevo intento de establecimiento, esta vez permanente, en Deseado fue la población pesquera de 1789 impulsada por la Real Compañía Marítima. El poblado se construyó con todo lo necesario, desde horno de pan a amarradero, saladero, capilla, hospital, campos de cultivo y los fuertes Todos Los Santos y San Carlos, que cumplían funciones de presidio para administración y defensa del territorio. La ausencia de ballenas y la limitación a la explotación del lobo y león marino, las deserciones de la población y la constante necesidad de suministros hizo que la Real Compañía Marítima abandonara Deseado en 1803 y el presidio evacuado en 1807, época de la invasión británica.
En época de la Confederación Argentina, el 23 de diciembre de 1833 arribó a Puerto Deseado el Beagle, en el que se encontraba el naturalista Charles Darwin realizando estudios hidrográficos.
La tercera fundación de Deseado se debe a que en 1882 Antonio Oneto realizó estudios hidrográficos, describiendo el río con un caudal total solo de 330 litros por segundo. A raíz de este estudio, en 1883 propuso al Ministro del Interior Irigoyen el establecimiento de 25 familias de colonos. A este efecto el gobierno abrió dos registros: uno para Puerto Deseado y otro para Santa Cruz, con entrega de tierras, herramientas y créditos, además la gratuidad de los pasajes.

### Operación británica durante la Guerra de Malvinas
De acuerdo a fuentes británicas, llegó a ponerse en marcha un ataque del ANO de la Royal Navy contra la base de la Fuerza Aérea Argentina que funcionaba en el aeropuerto de Puerto Deseado, pero se canceló cuando el grupo de comandos navegaba en dirección a localidad. La operación era denominada Kettledrum y fue abortada porque las autoridades del Reino Unido evaluaron que el objetivo no tenía interés ya que no había aeronaves de combate estacionadas allí.

## Atractivos turísticos

### Naturaleza
Se puede destacar la reserva natural provincial Río de Puerto Deseado. Deseado se destaca y diferencia por su ría. Un gran estuario de 42 km de extensión de gran belleza y diversidad de avifauna, con caminos costeros donde abundan los cañadones y caletas. Su costa cuenta con cuevas que forman parte de un circuito turístico en barco y por tierra. Además, es un punto de partida para acceder al parque nacional Bosques Petrificados de Jaramillo y el parque Interjurisdiccional Marino Isla Pingüino o faro Cabo Blanco. El Parque Interjurisdiccional Marino Isla Pingüino fue considerado una de las 8 maravillas naturales ocultas de Argentina.

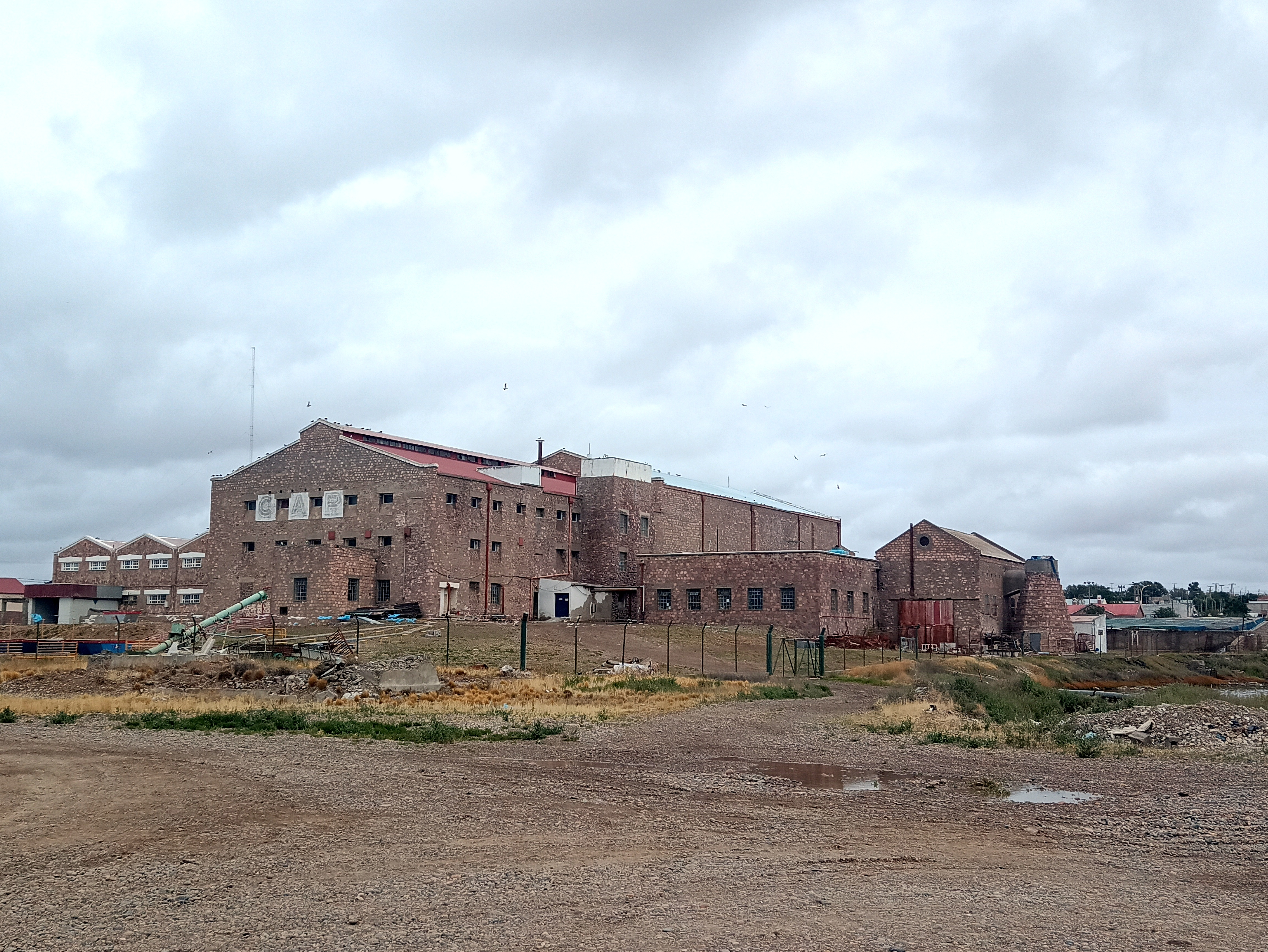
Antiguo frigorífico CAP hoy reconvertido a planta pesquera.

### Patrimonios y museos

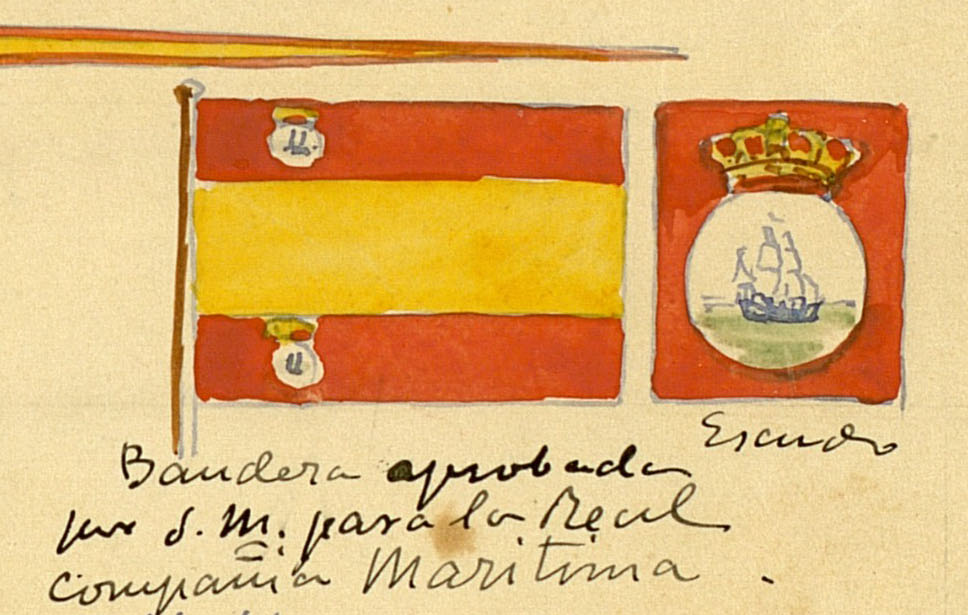
Real Compañía Marítima, fundadora de Puerto Deseado en 1790

- El fuerte de Puerto Deseado está declarado como Lugar Histórico desde 1943.[15] Las ruinas del fuerte San Carlos fueron descubiertas en 1931 por Leoncio Deodat y las del fuerte de Todos los Santos en 2008.[16] [10]
- Ffro Beauvoir, el último en ser inaugurado por la Armada Argentina, en 1983 y el único que se encuentra colocado sobre la torre de una iglesia.
- Museo del ex Ferrocarril Patagónico que funciona en la estación terminal desde donde partía el tren que llegaba hasta General Las Heras pero se proyectó hasta San Carlos de Bariloche.
- Coche Reservado N.º 502 patrimonio ferroviario declarado monumento Histórico Provincial.
- Museo municipal Mario Brozoski, donde se exhiben los restos de la corbeta corsaria Swift.
- Museo de historia local del Pueblo.. [17]
- Museo de la Salud dedicado a historia local sanitaria y ferroviaria. Emplazado en el antiguo policlínico ferroviario.[18][19]

## Despliegue de las Fuerzas Armadas Argentinas en Puerto Deseado
| Unidades de la Guarnición Militar Puerto Deseado                      | Sigla    |
| --------------------------------------------------------------------- | -------- |
| Regimiento de Caballería de Tanques 9 «General José Gervasio Artigas» | RC Tan 9 |

## Accesos y distancias principales
La ciudad está comunicada a través de la Ruta Nacional 281, de 126 km, con la Ruta Nacional 3. Dista 304 km de la ciudad de Comodoro Rivadavia; de Río Gallegos 788 km; de Caleta Olivia, 210 km; y de Buenos Aires 2.204 km.

## Clima
| Parámetros climáticos promedio de Puerto Deseado Aero (extremas 1951–2014) | Parámetros climáticos promedio de Puerto Deseado Aero (extremas 1951–2014) | Parámetros climáticos promedio de Puerto Deseado Aero (extremas 1951–2014) | Parámetros climáticos promedio de Puerto Deseado Aero (extremas 1951–2014) | Parámetros climáticos promedio de Puerto Deseado Aero (extremas 1951–2014) | Parámetros climáticos promedio de Puerto Deseado Aero (extremas 1951–2014) | Parámetros climáticos promedio de Puerto Deseado Aero (extremas 1951–2014) | Parámetros climáticos promedio de Puerto Deseado Aero (extremas 1951–2014) | Parámetros climáticos promedio de Puerto Deseado Aero (extremas 1951–2014) | Parámetros climáticos promedio de Puerto Deseado Aero (extremas 1951–2014) | Parámetros climáticos promedio de Puerto Deseado Aero (extremas 1951–2014) | Parámetros climáticos promedio de Puerto Deseado Aero (extremas 1951–2014) | Parámetros climáticos promedio de Puerto Deseado Aero (extremas 1951–2014) | Parámetros climáticos promedio de Puerto Deseado Aero (extremas 1951–2014) |
| Mes | Ene.                                                                       | Feb.                                                                       | Mar.                                                                       | Abr.                                                                       | May.                                                                       | Jun.                                                                       | Jul.                                                                       | Ago.                                                                       | Sep.                                                                       | Oct.                                                                       | Nov.                                                                       | Dic.                                                                       | Anual                                                                      |
| --- | -------------------------------------------------------------------------- | -------------------------------------------------------------------------- | -------------------------------------------------------------------------- | -------------------------------------------------------------------------- | -------------------------------------------------------------------------- | -------------------------------------------------------------------------- | -------------------------------------------------------------------------- | -------------------------------------------------------------------------- | -------------------------------------------------------------------------- | -------------------------------------------------------------------------- | -------------------------------------------------------------------------- | -------------------------------------------------------------------------- | -------------------------------------------------------------------------- |
| Temp. máx. abs. (°C) | 38.3                                                                       | 40.1                                                                       | 34.8                                                                       | 28.7                                                                       | 24.0                                                                       | 24.9                                                                       | 18.3                                                                       | 21.7                                                                       | 28.3                                                                       | 30.4                                                                       | 34.5                                                                       | 36.6                                                                       | 40.1                                                                       |
| Temp. máx. media (°C) | 23.4                                                                       | 22.3                                                                       | 20.2                                                                       | 16.2                                                                       | 11.7                                                                       | 8.0                                                                        | 7.6                                                                        | 10.2                                                                       | 13.1                                                                       | 16.6                                                                       | 19.7                                                                       | 21.6                                                                       | 15.9                                                                       |
| Temp. media (°C) | 16.4                                                                       | 15.6                                                                       | 13.8                                                                       | 10.5                                                                       | 7.2                                                                        | 4.3                                                                        | 3.5                                                                        | 5.2                                                                        | 7.3                                                                        | 10.3                                                                       | 13.1                                                                       | 15.1                                                                       | 10.2                                                                       |
| Temp. mín. media (°C) | 10.5                                                                       | 10.2                                                                       | 8.6                                                                        | 5.8                                                                        | 3.2                                                                        | 0.8                                                                        | 0.1                                                                        | 1.2                                                                        | 2.6                                                                        | 5.0                                                                        | 7.3                                                                        | 9.4                                                                        | 5.4                                                                        |
| Temp. mín. abs. (°C) | 0.0                                                                        | 0.0                                                                        | -1.1                                                                       | -3.8                                                                       | -9.6                                                                       | -9.5                                                                       | -9.5                                                                       | -9.7                                                                       | -5.8                                                                       | -5.1                                                                       | -1.3                                                                       | 0.0                                                                        | -9.7                                                                       |
| Precipitación total (mm) | 22.3                                                                       | 16.7                                                                       | 15.7                                                                       | 24.0                                                                       | 30.0                                                                       | 26.0                                                                       | 27.0                                                                       | 16.7                                                                       | 13.7                                                                       | 11.7                                                                       | 10.0                                                                       | 15.7                                                                       | 229.5                                                                      |
| Días de precipitaciones (≥ 0.1 mm) | 8                                                                          | 6                                                                          | 6                                                                          | 7                                                                          | 10                                                                         | 9                                                                          | 8                                                                          | 7                                                                          | 6                                                                          | 6                                                                          | 6                                                                          | 6                                                                          | 85                                                                         |
| Días de nevadas (≥ 0.1 cm) | 0                                                                          | 0                                                                          | 0                                                                          | 0.1                                                                        | 0.4                                                                        | 1.3                                                                        | 1.7                                                                        | 0.9                                                                        | 0.6                                                                        | 0.2                                                                        | 0                                                                          | 0                                                                          | 5.2                                                                        |
| Horas de sol | 167.4                                                                      | 175.2                                                                      | 133.3                                                                      | 117.0                                                                      | 77.5                                                                       | 72.0                                                                       | 80.6                                                                       | 117.8                                                                      | 111.0                                                                      | 161.2                                                                      | 165.0                                                                      | 145.7                                                                      | 1523.7                                                                     |
| Humedad relativa (%) | 54.7                                                                       | 59.5                                                                       | 62.9                                                                       | 65.0                                                                       | 70.5                                                                       | 75.1                                                                       | 74.6                                                                       | 69.6                                                                       | 66.4                                                                       | 60.4                                                                       | 55.5                                                                       | 55.6                                                                       | 64.1                                                                       |
| Fuente n.º 1: Servicio Meteorológico Nacional (medias 1991-2020 y días de nieve) Secretaria de Minería (extremas 1951–1980), Oficina de Riesgo Agropecuario (extremas 1970–2014) |                                                                            |                                                                            |                                                                            |                                                                            |                                                                            |                                                                            |                                                                            |                                                                            |                                                                            |                                                                            |                                                                            |                                                                            |                                                                            |
| Fuente n.º 2: Servicio Meteorológico Nacional (días de precipitación 1961–1990),                                                                                                 |                                                                            |                                                                            |                                                                            |                                                                            |                                                                            |                                                                            |                                                                            |                                                                            |                                                                            |                                                                            |                                                                            |                                                                            |                                                                            |

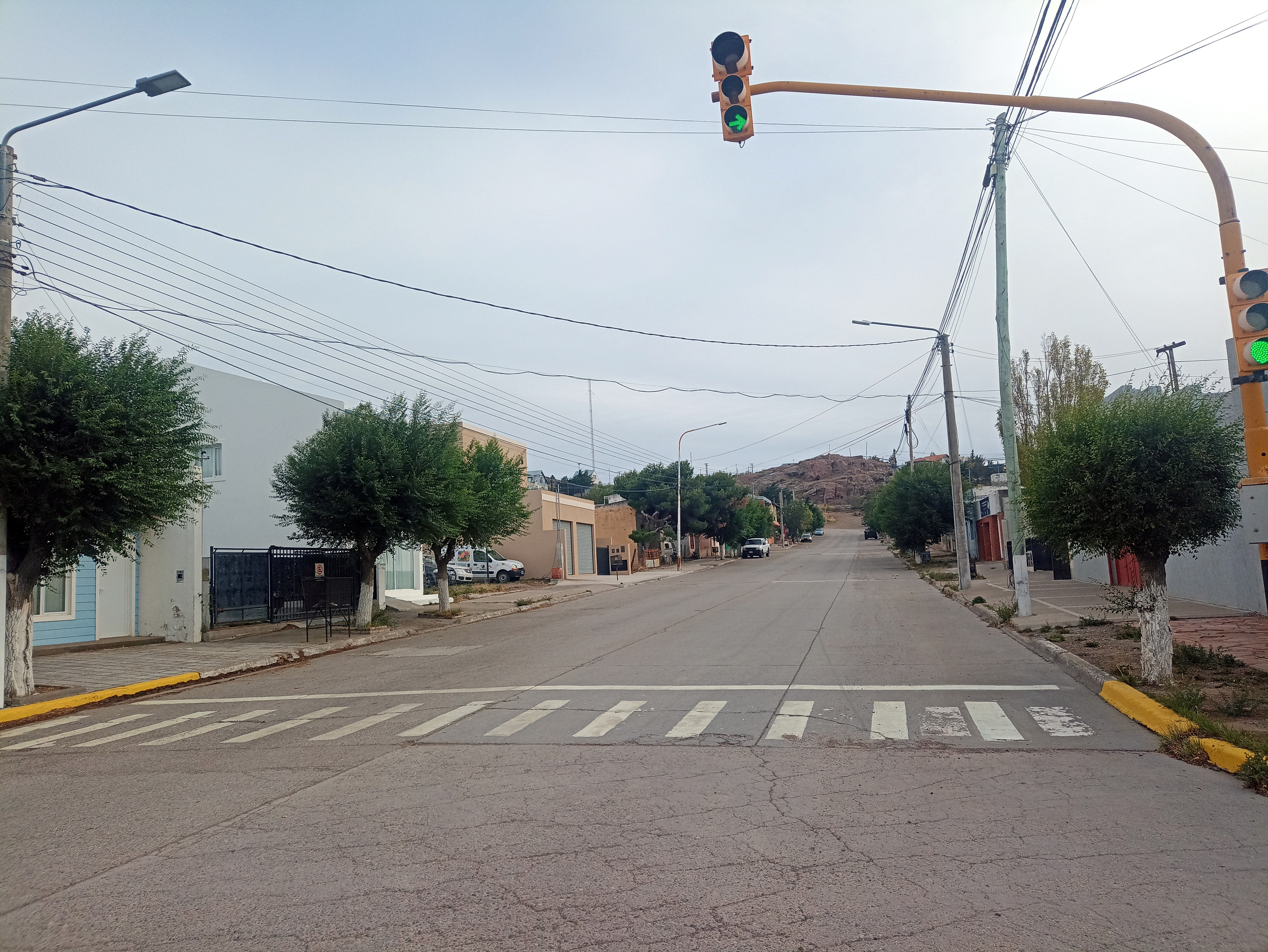
Calle típica franqueada por la formación rocosa común donde se asienta Puerta Deseado.

Humedad relativa promedio anual: 64%

## Demografía

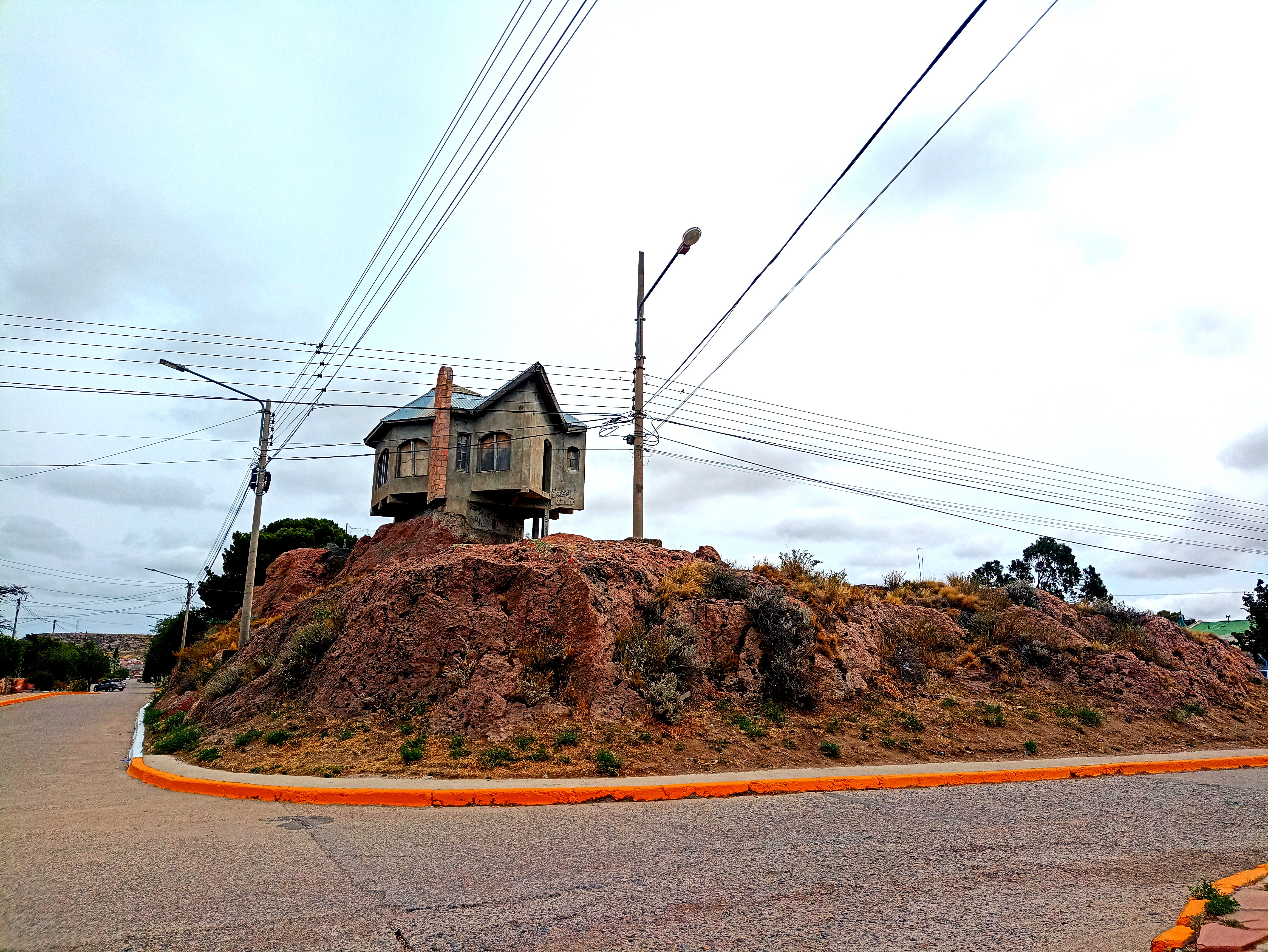
Técnica usada por algunas construcciones para asentarse sobre la roca volcánica.

- Técnica usada por algunas construcciones para asentarse sobre la roca volcánica.Población en 1991: 7 093 habitantes (INDEC).
- Población en 2001: 10 237 habitantes (INDEC), de los cuales el 48,8% fueron mujeres y el 51,2%  hombres.

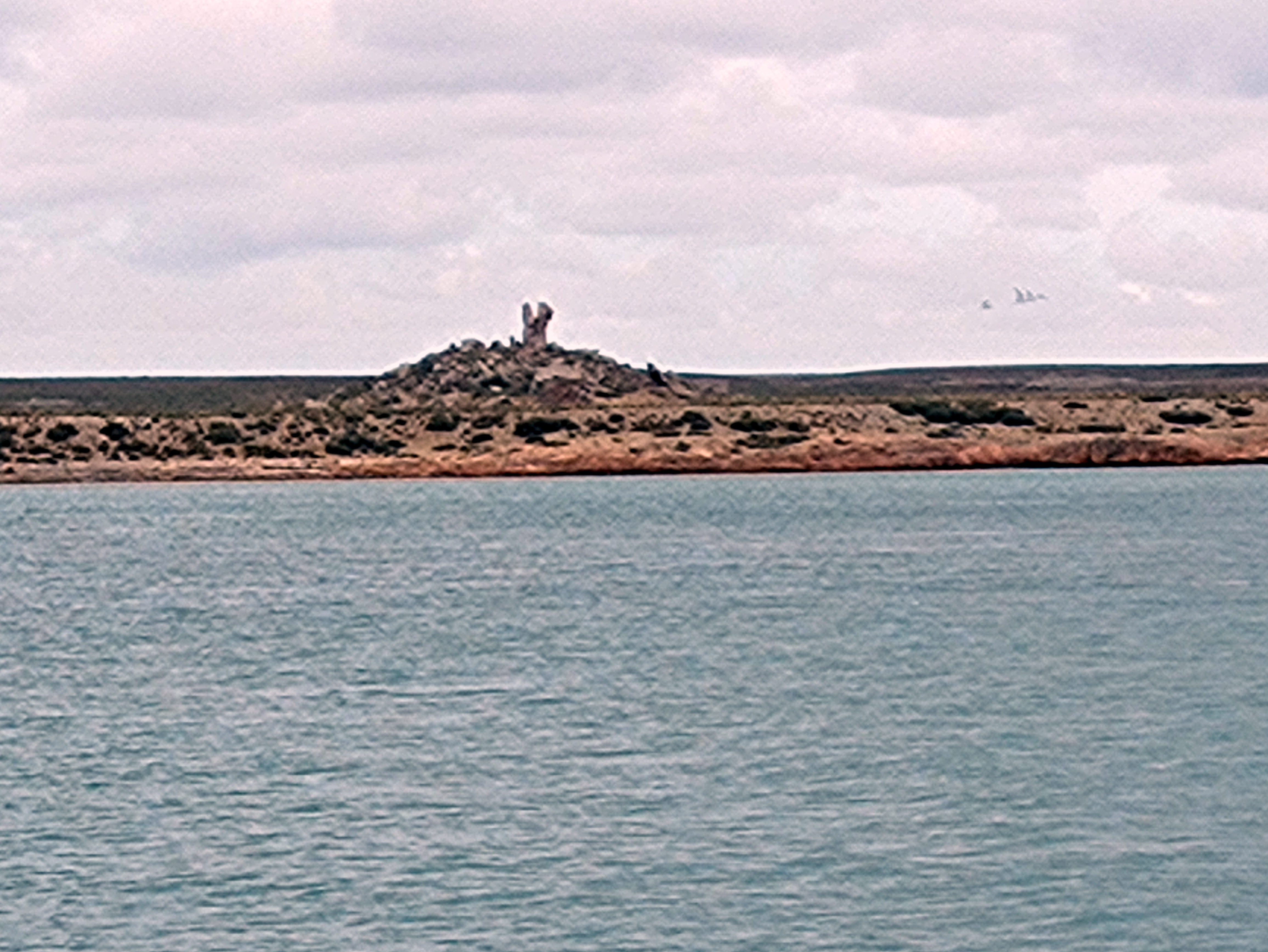
Detalle de la Piedra Toba desde Deseado.

- Detalle de la Piedra Toba desde Deseado.Población en 2010: 14 183 habitantes,[24] de los cuales el 6.892 son mujeres y 7.291 son hombres.
- Población en 2022: 16 812 habitantes con un crecimiento estancado y 6261 viviendas.[25]Posicionada como la 6ª localidad den la provincia.

| Evolución de la población desde 1947 al año 2022.                                         |
|                                                                                           |
| Fuente INDEC - Elaboración gráfica por Wikipedia - Puerto Deseado, Santa Cruz, Argentina. |

## Naturaleza

### Fauna

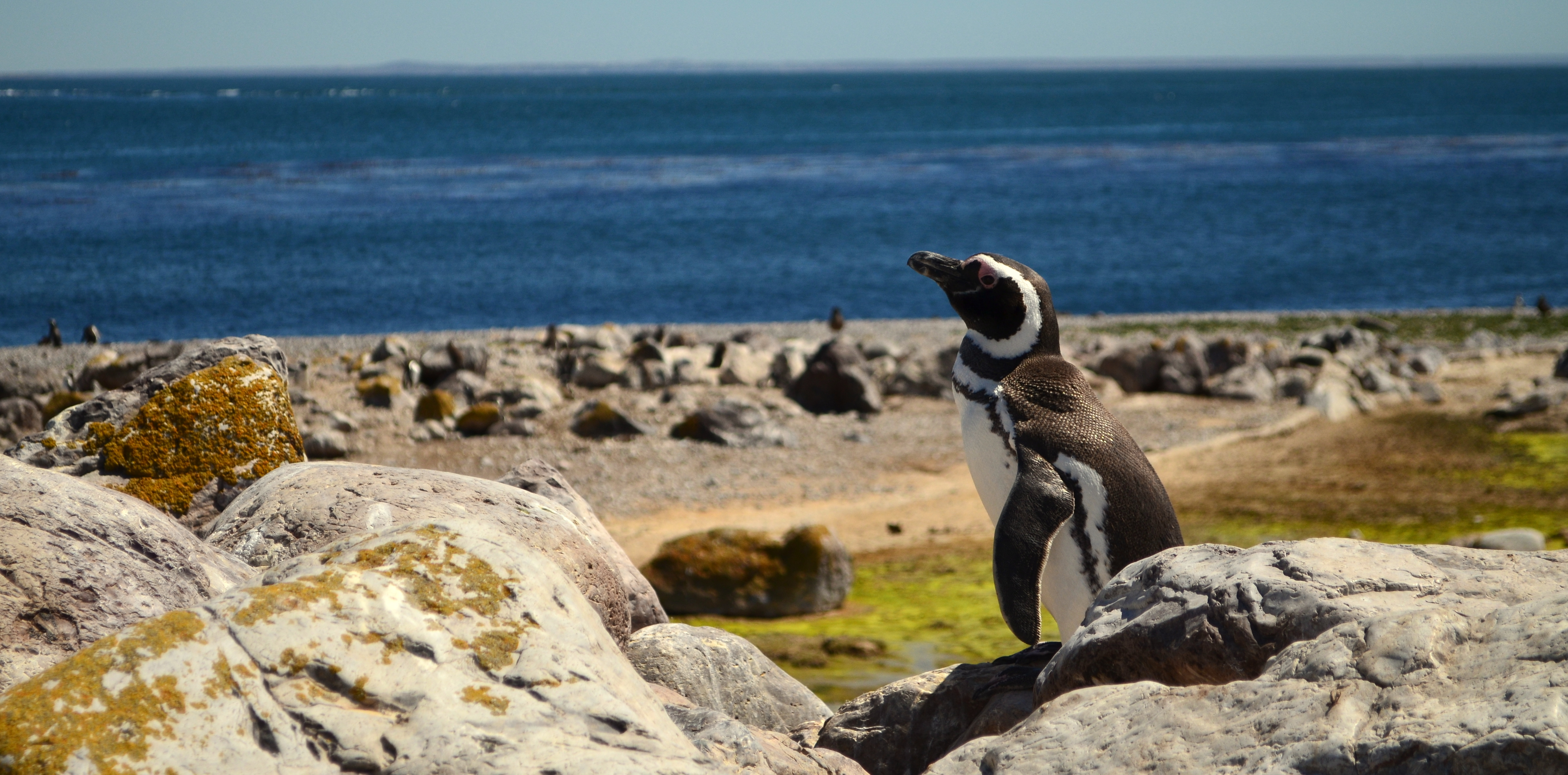
Isla Pingüino, Puerto Deseado.

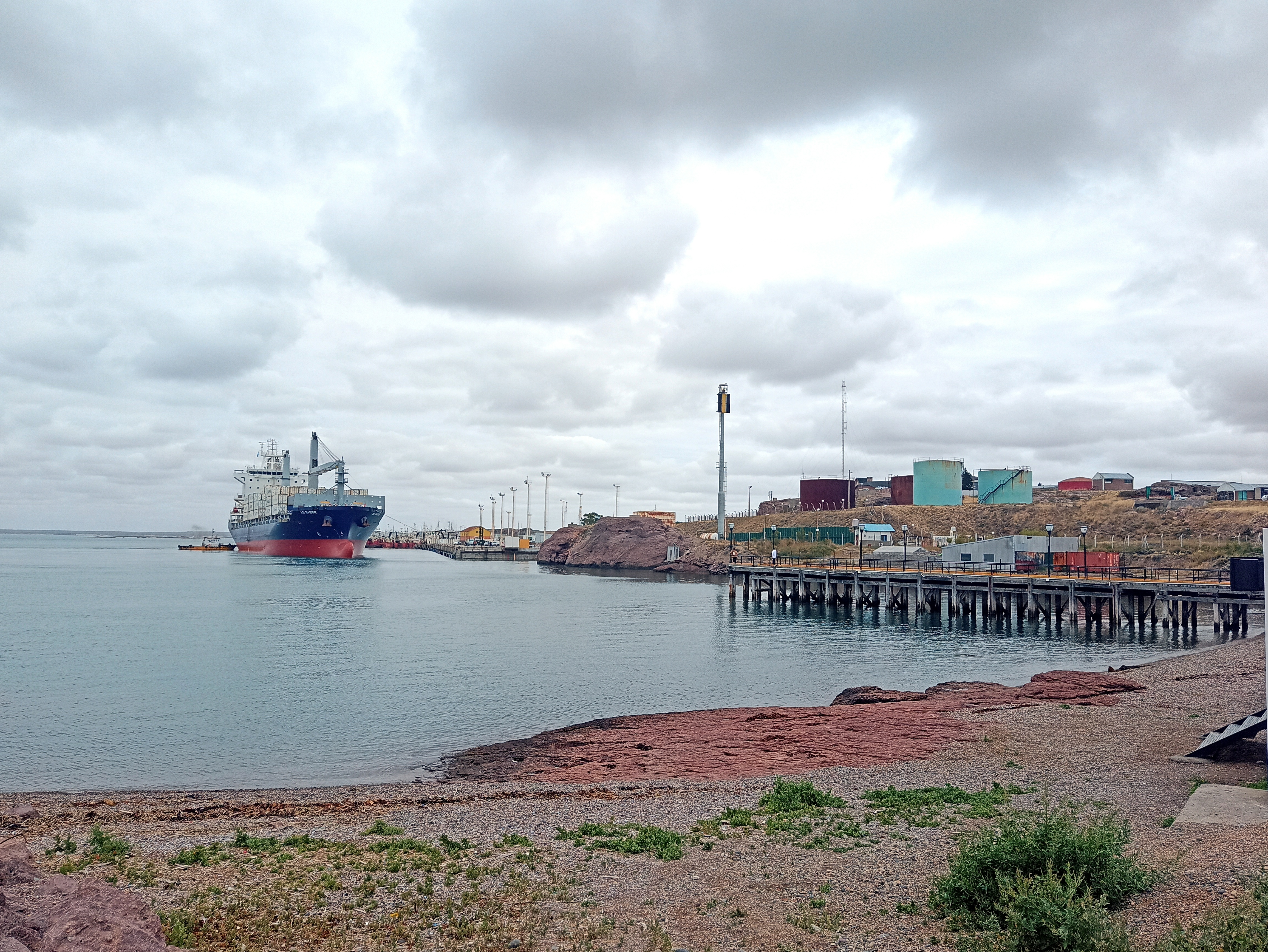
Operaciones de cargas en la zona cercana al muelle.

Dentro de la variedad de especies se distinguen los Pingüinos de Penacho Amarillo, un ejemplar de pingüino que se caracteriza por tener una ceja larga de color amarillo brillante y ojos rojos. Desde octubre hasta abril se acercan a las costas santacruceñas para reproducirse, alimentarse y alimentar a sus crías. Se trata de una colonia de aproximadamente 30.000 Pingüinos de Penacho Amarillo y Pingüino de Magallanes que conviven en la Reserva Provincial Isla Pingüino. Otras especies son las toninas overas, los petreles, cormoranes, bandurrias, lobos marinos. La Reserva cuenta también con una lobería que se encuentra camino a la Isla Pingüino.

### Flora
Entre las gramíneas perennes que acompañan a los dos arbustos mencionados en primer término, se destacan el coirón llama (Stipa humilis), el coirón amargo (Stipa speciosa), y otras hierbas como los coirones Poa ligularis, Bromus macranthus,  Stipa neaei, Stipa chrysophylla y Stipa chrysophylla, entre muchas otras especies. En zonas salitrosas se ven arbustales de uña de gato (Chuquiraga aurea), una compuesta de hojas punzantes.
En las zonas arenosas aparecen abundantes matorrales de mata amarilla (Anarthrophyllum rigidum),  la mata mora (Senecio filaginoides), el calafate (Berberis cuneata), el yaoyín (Lycium chilense) y la zampa (Atriplex sagittifolia), entre otras (Cabrera, 1976). Cuando nos acercamos al mar se dejan ver la Salicornia ambigua, Atriplex reichei, A. Sagittifolia, Colliguaya integerrima, Trevoa patagonica, Festuca argentina, Mulinum spinosum y puntualmente en la parte que ocupa la Reserva Ría Puerto Deseado la vegetación es arbustiva xerófila, con presencia del neneo (Mulinum spinosum), la zampa (Atriplex lampa), Schinus johnstonii y Atriplex sagittifolia, que también se la llama zampa, vulgarmente, por su semejanza con la otra especie.
Existen bosques submareales de Macrocystis pyrifera, una macroalga de las llamadas “pardas” y Porphyra sp. En un trabajo reciente en la zona de Ría Deseado, abarcando desde costas expuestas al norte de la ría hasta unos 16 km ría adentro, se muestrearon 36 grampones del cachiyuyo (De la Vega, 2000).

## Referencias en el cine y la literatura

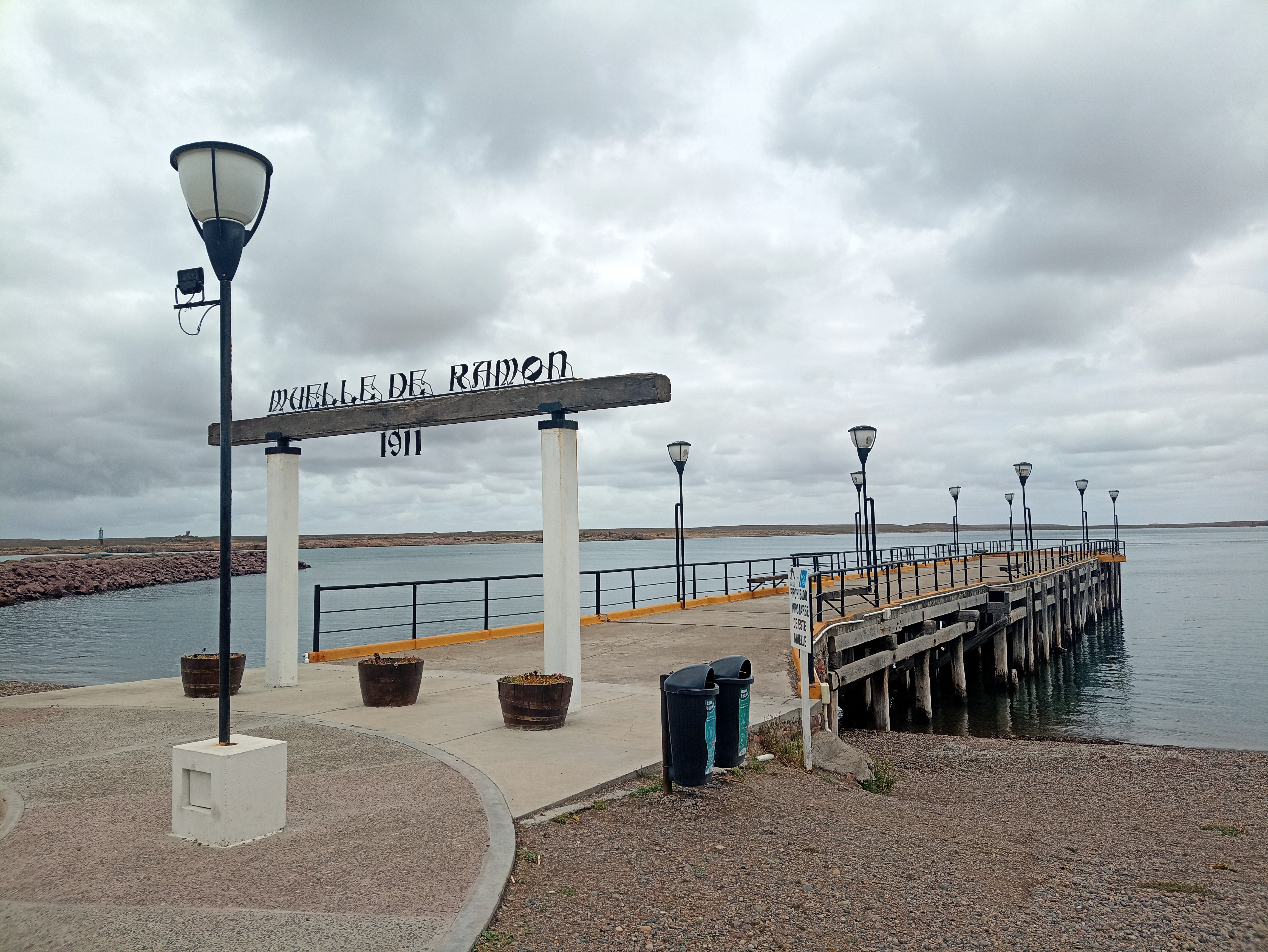
El muelle histórico del ferrocarril hoy reconvertido en paseo turístico y sin vías.

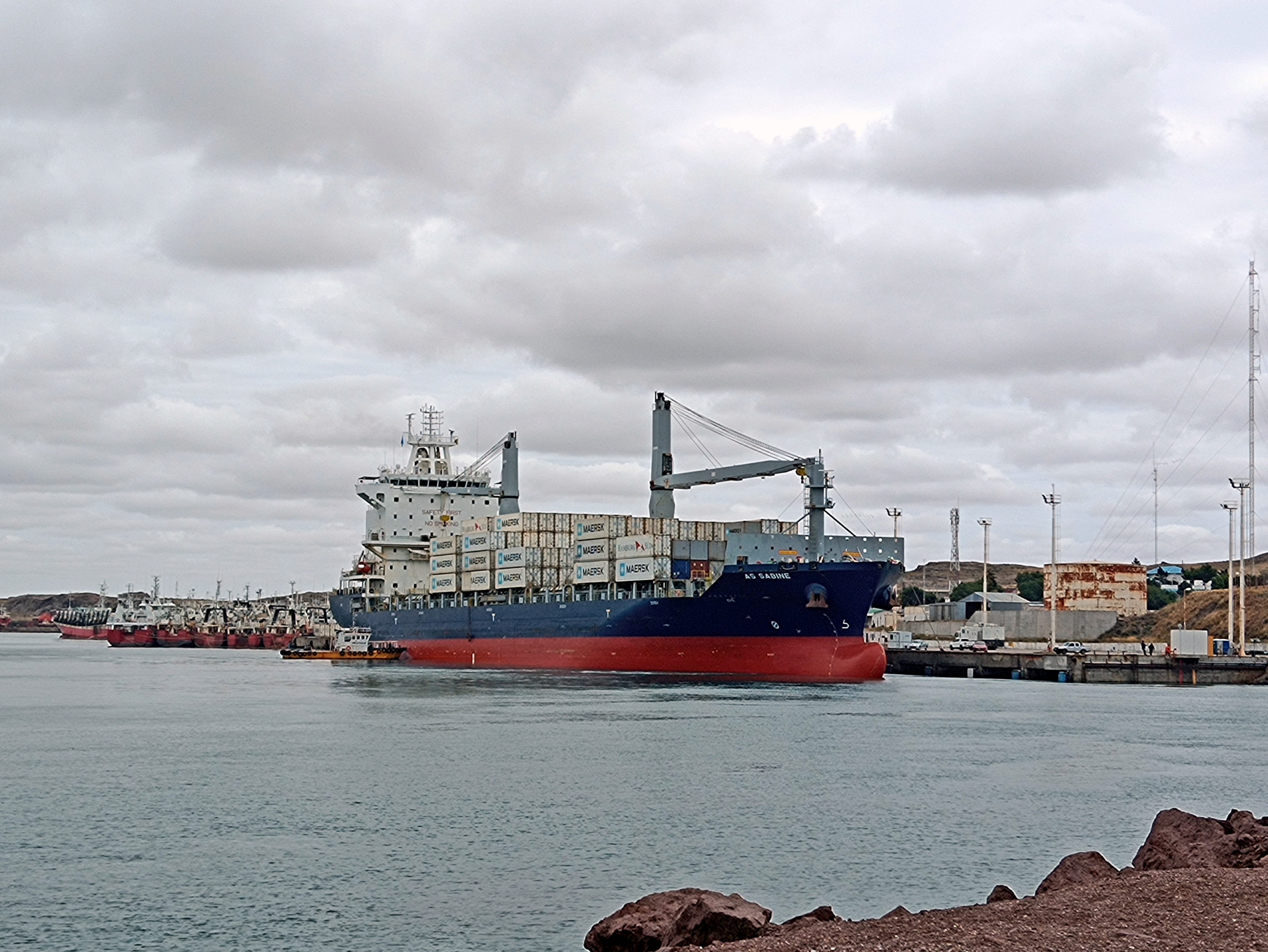
Incipiente actividad portuaria y pesquera en Deseado.